# Skorvgrundet
Skorvgrundet är en ö i Finland. Den ligger i Bottenviken och i kommunen Nykarleby i den ekonomiska regionen  Jakobstadsregionen i landskapet Österbotten, i den västra delen av landet. Ön ligger omkring 68 kilometer nordöst om Vasa och omkring 410 kilometer norr om Helsingfors.
Öns area är 2,4 hektar och dess största längd är 310 meter i sydöst-nordvästlig riktning.